# Himmelberg (Bayerischer Wald)
Der Himmelberg ist eine 679 Meter hohe Erhebung im Bayerischen Wald auf dem Gebiet der Gemeinde Konzell im Landkreis Straubing-Bogen, mehr als drei Kilometer nördlich des Ortskerns von Konzell.
Die nächstgelegenen Orte sind im Osten Hofen in einem Abstand von etwa vierhunder Metern zum Gipfel und das südlich gelegene Kölburg in etwa siebenhundert Meter Entfernung. Der Himmelberg liegt in einem zusammenhängenden Waldgebiet von etwa 1,4 Quadratkilometern.

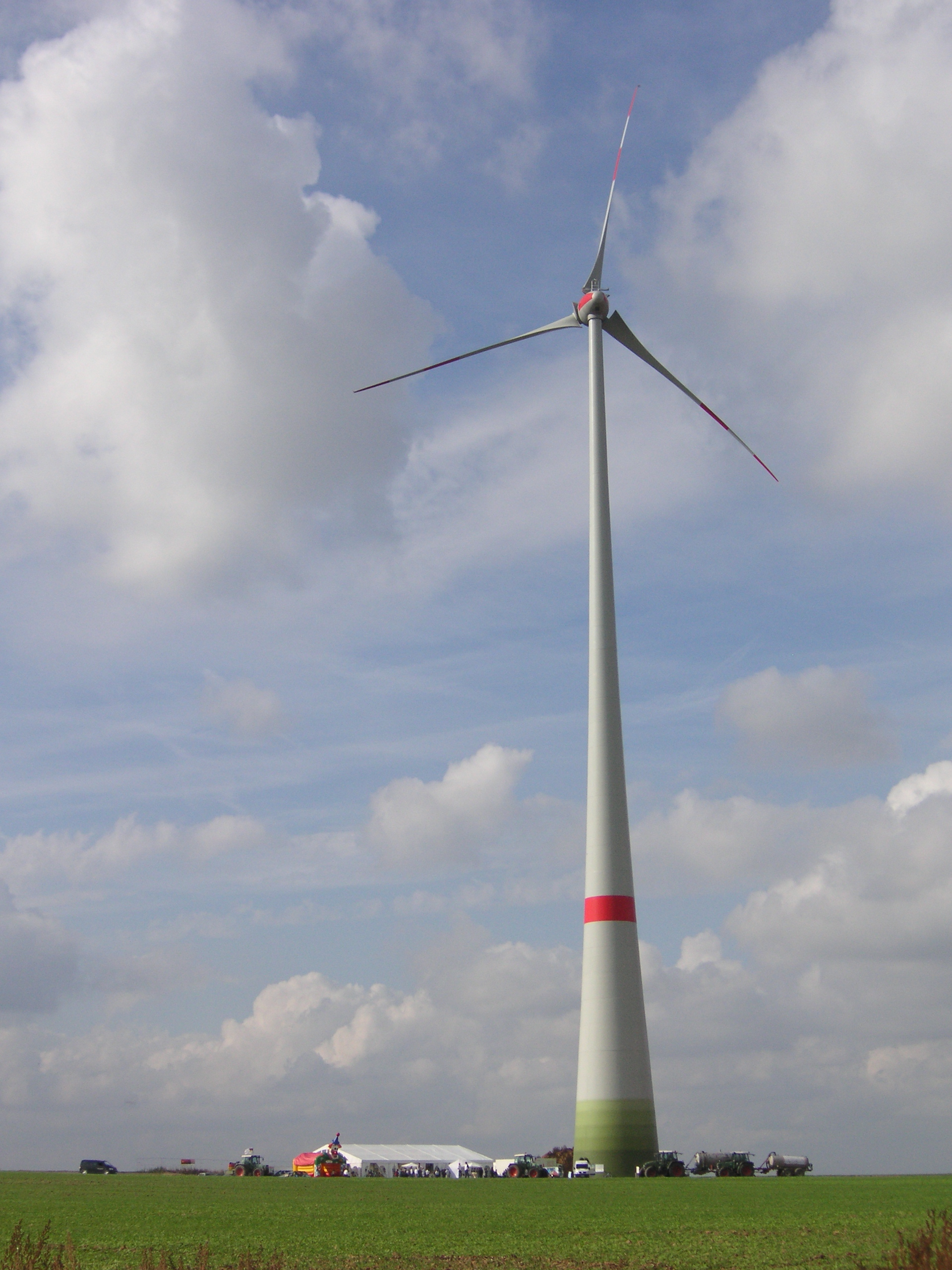
Bild des geplanten Anlagentyps an einem anderen Standort

## Windkraftanlage
Bekannt wurde der Berg durch die viele Jahre andauernden Auseinandersetzungen um die Errichtung einer Windkraftanlage. Im April 2013 wurde vom Landratsamt Straubing-Bogen die Errichtung einer Windkraftanlage vom Typ Enercon E-82 E2 genehmigt. Die geplante Anlage mit einer Leistung von zwei Megawatt hat  eine Nabenhöhe von 138,38 Metern und einen Rotordurchmesser von 82 Meter.